# Lista de vereadores de Petrópolis
Esta é a lista de vereadores de Petrópolis, município brasileiro do estado do Rio de Janeiro.
A Câmara Municipal de Petrópolis é formada por quinze representantes. O prédio da Câmara chama-se Palácio Amarelo.

## Legislatura de 2021–2024
Estes são os vereadores eleitos nas eleições de 15 de novembro de 2020, pelo período de 1° de janeiro de 2021 a 31 de dezembro de 2024:

### Mesa Diretora(2021–2022)
| Nome                                                      | Início do mandato     | Fim do mandato         | Cargo                        |
| --------------------------------------------------------- | --------------------- | ---------------------- | ---------------------------- |
| Hingo Hammes (PP) (como Prefeito interino até 17.12.2021) | 1º de janeiro de 2021 | 31 de dezembro de 2022 | Presidente da Câmara         |
| Frederico Procópio Mendes (PL)                            | 1º de janeiro de 2021 | 31 de dezembro de 2022 | 1º Vice-presidente da Câmara |
| Carlos da Costa Machado (PSD)                             | 1º de janeiro de 2021 | 31 de dezembro de 2022 | 2º Vice-presidente da Câmara |
| Yuri Lucas C. de Moura Almeida (PSOL)                     | 1º de janeiro de 2021 | 31 de dezembro de 2022 | 1º Secretário                |
| Adilson de Medeiros P. Junior (DC)                        | 1º de janeiro de 2021 | 31 de dezembro de 2022 | 2º Secretário                |

### Mesa Diretora (2023–2024)[2]
| Nome                                         | Início do mandato     | Fim do mandato         | Cargo                        |
| -------------------------------------------- | --------------------- | ---------------------- | ---------------------------- |
| Júnior Coruja (PSD)                          | 1º de janeiro de 2023 | 31 de dezembro de 2024 | Presidente da Câmara         |
| Frederico Procópio Mendes (PL)               | 1º de janeiro de 2023 | 31 de dezembro de 2024 | 1º Vice-presidente da Câmara |
| Octávio Sampaio da Costa de Paula (PL)       | 1º de janeiro de 2023 | 31 de dezembro de 2024 | 2º Vice-presidente da Câmara |
| Gilda Beatriz Dória Mendes da Silva (PP)     | 1º de janeiro de 2023 | 31 de dezembro de 2024 | 1º Secretário                |
| Domingos Galante Neto Domingos Protetor (PP) | 1º de janeiro de 2023 | 31 de dezembro de 2024 | 2º Secretário                |

### Vereadores
|    | Nome                                                                               | Partido                                         | Votos | %    | Observações                                         |
| -- | ---------------------------------------------------------------------------------- | ----------------------------------------------- | ----- | ---- | --------------------------------------------------- |
| 1  | Yuri Lucas Carius de Moura Almeida (Petrópolis, 23.03.1990–)                       | Partido Socialismo e Liberdade (PSOL)           | 3.742 | 2,54 | 1º mandato                                          |
| 2  | Gilda Beatriz Dória Mendes da Silva (Rio de Janeiro, 13.07.1965–)                  | Partido Social Democrático (PSD)                | 2.825 | 1,92 | 3º mandato                                          |
| 3  | Eduardo Ferreira de Oliveira, Jornalista Eduardo do Blog (Petrópolis, 23.05.1983–) | Republicanos                                    | 2.776 | 1,89 | 1º mandato                                          |
| 4  | Hingo Hammes (2021-2022) (Petrópolis, 30.12.1977–)                                 | Democratas (DEM)                                | 2.617 | 1,78 | 1º mandato                                          |
| 5  | Domingos Galante Neto, Domingos Protetor (Petrópolis, 13.11.1965–)                 | Partido Social Cristão (PSC)                    | 2.560 | 1,74 | 1º mandato                                          |
| 6  | Luiz Eduardo Francisco da Silva, Dudu (Petrópolis, 16.03.1980–)                    | Movimento Democrático Brasileiro (MDB)          | 2.526 | 1,72 | 3º mandato                                          |
| 7  | Ronaldo Ramos de Mello (Petrópolis, 23.02.1962–)                                   | Partido Socialista Brasileiro (PSB)             | 2.417 | 1,64 | 3º mandato                                          |
| 8  | Paulo Igor da Silva Carelli (Petrópolis, 11.12.1981–31.12.2020)                    | Democracia Cristã (DC)                          | 2.150 | 1,46 | 4º mandato Faleceu antes de assumir o mandato       |
| 9  | Frederico Procópio Mendes, Fred Procópio (Petrópolis, 21.09.1985–)                 | Partido Liberal (PL)                            | 2.037 | 1,38 | 1º mandato 1º Vice na função de Presidente interino |
| 10 | Marcelo Ramos, Marcelo Chitão (Petrópolis, 20.09.1970–)                            | Partido Liberal (PL)                            | 1.977 | 1,34 | 1º mandato                                          |
| 11 | Marcelo de Souza Lessa (Petrópolis, 02.10.1976–)                                   | Solidariedade (SD)                              | 1.694 | 1,15 | 1º mandato                                          |
| 12 | Octavio Sampaio da Costa de Paula (Petrópolis, 17.04.1990–)                        | Partido Social Liberal (PSL)                    | 1.531 | 1,04 | 1º mandato                                          |
| 13 | Carlos da Costa Machado, Júnior Coruja (Petrópolis, 11.01.1979–)                   | Partido Social Democrático (PSD)                | 1.446 | 0,98 | 1º mandato                                          |
| 14 | Adilson de Medeiros Paixão Junior, Junior Paixão (Petrópolis, 27.09.1973–)         | Democracia Cristã (DC)                          | 1.396 | 0,95 | 1º mandato                                          |
| –  | Gil Magno Pereira de Siqueira (Campos dos Goytacazes, 11.09.1963–)                 | Democracia Cristã (DC)                          | 1.249 | 0,85 | 2º mandato Assumiu em 01.01 na vaga de Paulo Igor   |
| 15 | Dr. Mauro Muniz Peralta (Petrópolis, 27.08.1953–)                                  | Partido Renovador Trabalhista Brasileiro (PRTB) | 1.169 | 0,79 | 1º mandato                                          |

## Legislatura de 2017–2020
Estes são os vereadores eleitos nas eleições de 2 de outubro de 2016, pelo período de 1° de janeiro de 2017 a 31 de dezembro de 2020:
|    | Nome                                                                          | Partido                                            | Votos | %    | Observações                                         |
| -- | ----------------------------------------------------------------------------- | -------------------------------------------------- | ----- | ---- | --------------------------------------------------- |
| 1  | Gilda Beatriz Dória Mendes da Silva (Rio de Janeiro, 13.07.1965–)             | Partido do Movimento Democrático Brasileiro (PMDB) | 5.613 | 3,51 | 2º mandato                                          |
| 2  | Paulo Igor da Silva Carelli (2017-04.2018) (Petrópolis, 11.12.1981–)          | Partido do Movimento Democrático Brasileiro (PMDB) | 5.472 | 3,42 | 3º mandato                                          |
| 3  | Marcelo da Silveira, Prodeficiente (Petrópolis, 04.08.1967–)                  | Partido Socialista Brasileiro (PSB)                | 4.768 | 2,98 | 1º mandato                                          |
| 4  | Ronaldo Luiz de Azevedo Carvalho, Ronaldão (Petrópolis, 06.07.1964–)          | Partido da República (PR)                          | 4.027 | 2,52 | 2º mandato                                          |
| 5  | Mauro Henrique Ribeiro de Oliveira, Maurinho Branco (Petrópolis, 23.07.1968–) | Partido Progressista (PP)                          | 3.370 | 2,11 | 2º mandato 1º Vice na função de Presidente interino |
| 6  | Luiz Eduardo Francisco da Silva, Dudu (Petrópolis, 16.03.1980–)               | Partido Ecológico Nacional (PEN)                   | 3.192 | 2,00 | 2º mandato                                          |
| 7  | Luiz Antonio Pereira de Aguiar, Luizinho Sorriso (Petrópolis, 13.06.1964–)    | Partido Socialista Brasileiro (PSB)                | 3.141 | 1,96 | 2º mandato                                          |
| 8  | Wanderley Braga Taboada (Petrópolis, 23.12.1945–)                             | Partido Trabalhista Brasileiro (PTB)               | 3.121 | 1,95 | 1º mandato                                          |
| 9  | José Jorge de Paiva, Relojão (Petrópolis, 25.03.1954–)                        | Partido Republicano Progressista (PRP)             | 3.074 | 1,92 | 1º mandato                                          |
| 10 | Silmar Leite Fortes, da Saúde (Petrópolis, 28.05.1957–)                       | Partido do Movimento Democrático Brasileiro (PMDB) | 2.891 | 1,81 | 2º mandato                                          |
| 11 | Professor Leandro de Azevedo (Petrópolis, 23.03.1977–)                        | Partido Socialista Brasileiro (PSB)                | 2.673 | 1,67 | 1º mandato                                          |
| 12 | Roni Carlos de Medeiros (04.2018-06.2019) (Petrópolis, 14.03.1968–)           | Partido Trabalhista Brasileiro (PTB)               | 2.635 | 1,65 | 2º mandato                                          |
| 13 | Reinaldo Meirelles de Sá (Duque de Caxias, 05.08.1970–)                       | Partido Progressista (PP)                          | 2.578 | 1,61 | 2º mandato                                          |
| 14 | Márcio Arruda de Oliveira (Petrópolis, 21.09.1945–)                           | Partido da República (PR)                          | 1.737 | 1,09 | 2º mandato                                          |
| 15 | Antonio Severino de Brito (Itabaiana, 23.04.1968–)                            | Partido Republicano Brasileiro (PRB)               | 1.610 | 1,01 | 1º mandato                                          |

## Legenda
| Cor  | Significado          |
| Bege | Presidente da Câmara |
| Azul | Suplente             |